# Joseph Deschamps
Pour les articles homonymes, voir Deschamps.
Joseph Deschamps est un sculpteur figuriste français né en 1743 et mort en 1788.

## Biographie
Souvent associé à l'architecte Richard Mique, il réalise un grand nombre de sculptures dans le domaine de Versailles. À la demande de la reine Marie-Antoinette, il effectue en 1783 les modèles de détail préparant la construction du hameau de Versailles.
Il est pensionnaire de Académie de France (actuelle Villa Medicis) à Rome, en 1777.

## Œuvre
- Reliefs de la chapelle du couvent de la Reine (lycée Hoche) sur le thème de la Vierge (1770-1774).
- Lion de Némée de l'arc de triomphe de la porte Saint-Antoine, à Versailles
- Statues de la chapelle de la Reine
- Décoration du Belvédère du Petit Trianon
- Composition de la coupole centrale du Temple de l'Amour[2],[3]
- Décors de scène et d'avant-scène du Théâtre de la Reine[4]
- La Chapelle du couvent des Carmélites, à Saint-Denis